# Jean-Paul Imbert
Pour les personnes ayant le même patronyme, voir Imbert.
Jean-Paul Imbert est un organiste français né à Clermont-Ferrand le 19 juillet 1942.

## Biographie
Il étudie le piano et l'orgue jeune et, à l'âge de 15 ans, il devient titulaire de l'orgue de l'église Sainte-Jeanne d'Arc de Clermont-Ferrand. Il y organise des concerts réguliers. Étudiant à Paris de 1962 à 1965, il reçoit l'enseignement de Pierre Cochereau et de Jean Guillou.
Il commence à donner des récitals dans divers pays : Belgique, Allemagne, États-Unis, Angleterre…
En 1971, il devient suppléant au grand-orgue de Saint-Eustache de Paris et le reste jusqu'en 1993. Pendant cette longue période, notamment celle où la restauration de l'instrument a réduit celui-ci au silence, de 1977 à 1989, il accompagne fréquemment les « Chanteurs de Saint-Eustache » dirigés par le R.P. Émile Martin à l'orgue de chœur pour certains offices et en déplacement pour de fréquents concerts.
Lors de l'inauguration officielle du grand-orgue restauré, en 1989, il accompagne le chœur et improvise les versets de bénédiction et y donne l'un des premiers grands récitals quelques jours plus tard.
En 1988, il joue au concert d'ouverture du World Congress of Organists sur le grand orgue de la King's College Chapel à Cambridge.
Depuis 1982, il est professeur à la Schola Cantorum à Paris et dans sa classe se sont formés et ont obtenu le diplôme de concert plusieurs récitalistes aujourd'hui reconnus.
Chaque été, depuis 1988, il enseigne dans un stage d'initiation et de perfectionnement sur l'orgue de Notre-Dame des Neiges de l'Alpe d'Huez. Depuis 1999, il enseigne pendant une semaine de juillet à Bad-Rippoldsau en Forêt Noire. 
En 1993, il a été nommé titulaire de l'orgue Kleuker de Notre-Dame-des-Neiges de L'Alpe d'Huez, conçu par Jean Guillou, et responsable de l'organisation des concerts où se produisent des organistes renommés venant du monde entier.
De 1997 à 2007, il est également titulaire de l'orgue de la basilique Notre-Dame-du-Perpétuel-Secours à Paris 11ème arrondissement, superbe instrument du facteur Dargassies, terminé en 2004, et qu'il a inauguré à l'automne 2004 avant d'y organiser des séries de concerts sous le titre Orgue et Basilique.
Depuis 1992, il a pris en charge la direction artistique des Concerts du Jeudi dans l'église Notre-Dame-des-Neiges de l'Alpe d'Huez, soit 27 ou 28 concerts chaque année, pendant la saison de ski et les mois de juillet et d'août. À ces concerts, on peut entendre des organistes réputés venus de tous les pays ainsi que des instrumentistes ou des formations instrumentales et chorales qui viennent en alternance dialoguer avec l'orgue.
Ses concerts l’emmènent essentiellement en Europe et il sait enchanter le public par un art de la registration qui exploite toutes les possibilités des instruments qu’il a plaisir à découvrir ; fervent interprète de Bach et de l’école romantique, il possède un large répertoire dont il donne une traduction toujours vivante et colorée. Il l’a enrichi d’un certain nombre de transcriptions dont il est l’auteur d’œuvres de Prokofiev, Rachmaninov, Grieg, Liszt…
En  plus de ses concerts en soliste, il se produit fréquemment avec les musiciens de l'Ensemble Instrumental de Paris et le Chœur Jubilate, dirigés par Christian Ciuca.
Sa discographie comporte une sélection d’instruments magnifiques : Saint-Eustache de Paris, Tonhalle de Zürich, Saint-Sernin de Toulouse, Saint-Étienne de Caen, Saint-Bonaventure de Lyon, Notre-Dame-des-Neiges d’Alpe d’Huez, et ce pour un répertoire original qui offre des œuvres peu jouées voire peu connues, ainsi que des transcriptions de grandes pages orchestrales, comme celle des  « Préludes » de Liszt dont il est l’auteur.
En 2010, il a été promu officier des Arts et Lettres par le ministre de la Culture.
En 2014, il a été nommé Chevalier dans l'Ordre des Palmes académiques par le ministre de l'éducation nationale, de l'enseignement supérieur et de la recherche.

## Discographie
- Credo, double CD, Schola Regina (chef de chœur : Philippe Nikolov), Olivier Willemin, Jean-Paul Imbert, Pierre Thiollet, organistes, Universal Music, 2011
- Au grand orgue de Saint-Eustache à Paris :
  - Dupré : Symphonie-Passion, Tombeau de Titelouze, Ave maris stella, (STUDIO S.M) Grand prix de l'Académie Charles Cros
  - Messiaen, Chamouard (Skarbo)
  - Fumet Dynam-Victor et Raphaël,
  - Langlais : Intégrale de l'œuvre pour trompette et orgue, avec Pascal Vigneron

Les combats de Dieu de Didier Rimaud, François Vercken, pour chœurs, orgues, solistes, direction Stéphane Caillat
- À Saint-Étienne de Caen :

Thème et variations  (Festivo) : Franck, Guilmant, Jongen, Reger…
- À la Tonhalle de Zürich : Liszt, Reubke, Wagner,
- À Notre-Dame des Neiges d'Alpe d'Huez :

Bach : Chorals sur les cimes, (B.N.L)
Bach an' Alpe : Sonates pour violoncelle et clavier, avec Emilia Baranowska, (Festivo)
Chefs-d'œuvre baroques du XVIIIe, avec Gabriel Fumet, flûte (O and B)
Musique baroque pour trompette et orgue, avec Pascal Vigneron (BNL)
The Trumpet shall sound, avec Guy Touvron, trompette
- À Saint-Sernin de Toulouse :

### L'orgue héroïque: Franck, Jongen, Dupré, Guilmant
- Au Couvent des Dominicains à Paris : Alain, Debussy, Dubois, Fauré, Guilmant…
  - Sonates d'église, avec Gabriel Fumet, flûte : Bach, Haendel, Lœillet, Telemann (Studio S.M) Grand prix de l'Académie Charles Cros
  - Adagios célèbres, avec Gabriel Fumet, flûte : Bach, Mozart, Schubert, Widor... (Studio S.M) Grand prix de l'Académie Charles Cros

- À Saint-Bonaventure de Lyon :
  - Liszt : Transcriptions (Les Préludes), Chopin, Verdi, Bach... (Festivo)

- À la basilique Notre-Dame du Perpétuel Secours, Paris :
  - De Bach à Cochereau (Festivo) : Bach, Prokofiev, Scriabine, Widor
  - Bach : Toccata, fantaisie, préludes et fugues, chorals
- À l'orgue Walcker de la Martinikerk de Doesburg (Pays-Bas)
  - Bach, Reger, Karg-Elert (Trio « Organum ad libitum »)
- À l'orgue Muhleisen de Notre-Dame de Bon-voyage à Cannes
  - Nos chères escales, avec Antoine Sebillotte, hautbois et cor anglais (BNL) : Alain, Debussy, Dubois, Fauré, Guilmant…

Transcriptions, retranscriptions, pour orgue (BNL) : Borodine, Cochereau, Verdi, Wagner...